# Limosina parapusio
Limosina parapusio är en tvåvingeart som beskrevs av Dahl 1909. Limosina parapusio ingår i släktet Limosina och familjen hoppflugor. Inga underarter finns listade i Catalogue of Life.